# Shangqiu
Shangqiu (商丘; pinyin: Shāngqiū) er en kinesisk by på præfekturniveau i provinsen Henan i det centrale Kina. Præfekturet har et areal på 	10,704 km2, og en befolkning på 8.220.000
mennesker (2002).
Arkæologiske fund viser at byens historie går tilbage til første del af Shang-dynastiet.

## Administrative enheder
Shangqiu består af to bydistrikter, et byamt og seks amter:
- Bydistriktet Liangyuan (梁园区), 673 km², 770 000 indbyggere, sæde for lokalregeringen;
- Bydistriktet Suiyang (睢阳区), 913 km², 770 000 indbyggere;
- Byamtet Yongcheng (永城市), 2068 km², 1,37 millioner indbyggere;
- Amtet Yucheng (虞城县), 1558 km², 1,09 millioner indbyggere;
- Amtet Minquan (民权县), 1222 km², 860 000 indbyggere;
- Amtet Ningling (宁陵县), 786 km², 590 000 indbyggere;
- Amtet Sui (睢县), 920 km², 790 000 indbyggere;
- Amtet Xiayi (夏邑县), 1470 km², 1,13 millioner indbyggere;
- Amtet Zhecheng (柘城县), 1048 km², 940 000 indbyggere.

## Trafik

### Jernbane
Den vigtige jernbanelinje Jingjiubanen stopper her på sin rute fra Beijing til Kowloon i Hongkong. Denne linje går passerer blandt andet Hengshui, Heze, Xinzhou, Jiujiang, Nanchang, Heyuan, Huizhou og Shenzhen.
Shangqiu er også station Longhaibanen, Kinas vigtigste jernbanelinje i øst-vestlig-retning, som går fra Lianyungang til Lanzhou via blandt andet Xuzhou, Kaifeng, Zhengzhou, Luoyang og Xi'an.

### Vej
Kinas rigsvej 105 går også gennem byen. Den begynder i Beijing, går mod syd og ender ved kysten i Zhuhai i provinsen Guangdong. Den passerer større byer som Tianjin, Dezhou, Jining, Jiujiang, Nanchang og Guangzhou.
Kinas rigsvej 310 går gennem området. Den begynder i Lianyungang i Jiangsu, går vestover og ender i Tianshui i provinsen Gansu. Den passerer større byer som Xuzhou, Shangqiu, Kaifeng, Zhengzhou, Luoyang og Xi'an.
34°25′N 115°38′Ø / 34.417°N 115.633°Ø